# ランディ・マッスル
ランディ・マッスル（本名：アリヴァナギ・ラヒム、男性、1967年2月13日 - ）は、日本で活動するイラン出身の外国人タレントである。
1990年代後半、フジテレビ系のバラエティ番組『森田一義アワー 笑っていいとも!』にミスターマッスルとして出演。テレビ東京の『debuya』にもレギュラー出演した。

## 来歴
1967年、アーザルバーイジャーンに生まれる。22歳の時に旅行のため日本を訪れたが、日本での生活が気に入りそのまま移住する。来日後ボディビルを始め、筋肉が付いたために「マッスル」というニックネームがついた。
1998年頃、『笑っていいとも!』に「ミスターマッスル」として出演する。ミスターマッスルは「通販のストレッチ器具のCMから抜け出した」という設定のため、自身は声を一切出さず、幸野善之の担当するアテレコに動きを合わせるというものだった。出演者のタモリらに対して横柄な態度で話しかける吹き替えが受け、以後『笑っていいとも!』以外の番組にも出演するようになる。
テレビ東京のバラエティ番組『debuya』では当初アシスタントディレクターとして出演していたが、その後レギュラー出演者になった。なお吹き替えではなく自身が喋っている。
2008年11月12日、渋谷区で爆発火災が発生した際に、現場近くの所属事務所に偶然居合わせ、重傷を負った家主を救出し、東京消防庁より感謝状が贈られた。
2012年7月6日、芸能事務所「マッスルパワーズ」を設立 、およそ1000人の外国人タレントのマネジメントを行う。エステティックサロンも経営している。

## 出演番組
- お笑いLIVE10!（TBSテレビ）
- ガチャガチャポン!（フジテレビ、2005年4月 - 2006年3月）
- 元祖!でぶや（テレビ東京）
- debuya（テレビ東京）
- ヒノマルデショ（テレビ東京）
- めちゃ²イケてるッ!（フジテレビ） - 第4回笑わず嫌い王決定戦
- 森田一義アワー 笑っていいとも!（フジテレビ、1997年11月 - 1999年9月、金曜→水曜→月曜レギュラー）
- ドラコン王への道（GyaO）
- カルチャーSHOwQ～21世紀テレビ検定～（tvk） - 第52回「桜」にゲスト出演
- しの（映画）
- 帰ってきた時効警察（テレビ朝日） - 第1話
- スチュワーデス刑事（フジテレビ） - 第8話
- ODAIBA JUKEBOX（BS11）
- 教科書にのせたい!（TBSテレビ） - 外国特集・イラン人代表ゲスト
- 日曜ビッグバラエティ（テレビ東京、2012年9月16日）
- シングルマザーズ（NHK、2012年11月6日、11月27日、12月4日） - 第3･6･7話
- ネプ&イモトの世界番付（日本テレビ）
- 爆報! THE フライデー（TBSテレビ、2015年3月6日）
- モヤモヤさまぁ〜ず2（テレビ東京、2015年4月26日）